# Barry Driscoll
Pour les articles homonymes, voir Driscoll.
Barry Driscoll ou Barrington Lionel Driscoll, est un peintre naturaliste, né le 15 décembre 1926 à Londres (quartier de Camberwell) et mort le 30 avril 2006 à Londres.

## Biographie
Peintre et sculpteur, il débuta comme illustrateur avant de se spécialiser avec des illustrations ayant pour sujet la faune. Il acquiert ainsi une renommée internationale comme peintre dans le domaine de la peinture naturaliste, connue aussi sous le terme anglais de Wildlife Painting ou Wildlife Art.
Il collabora avec de célèbres vulgarisateurs comme Gerald Durrell (1925-1995) et René Guillot (1900-1969).